# Thierry Snoy et d'Oppuers
Thierry Idesbalde Ferdinand Valentin Snoy et d'Oppuers (Sint-Genesius-Rode, 25 juni 1862 - Ophain-Bois-Seigneur-Isaac, 25 februari 1930) was een Belgisch senator en burgemeester.

## Biografie

### Familie
Baron Thierry Snoy et d'Oppuers was de enige zoon van Idesbalde Snoy et d'Oppuers (1819-1870), provincieraadslid van Brabant, en barones Marie Goethals (1837-1909). Hij was een kleinzoon van baron Idesbalde Snoy d'Oppuers, senator, en baron Auguste Goethals, luitenant-generaal en minister van Oorlog. Hij was een schoonbroer van burggraaf Louis de Baré de Comogne, burgemeester van Saint-Germain, provincieraadslid van Namen en volksvertegenwoordiger.
Hij trouwde in 1888 in Antwerpen met Jacqueline de Pret Roose de Calesberg (1867-1900), dochter van Gaston de Pret Roose de Calesberg, senator en burgemeester van Schoten. Ze kregen drie dochters. Hij hertrouwde in 1905 in Brussel met jkvr. Marie-Claire de Beughem de Houtem (1879-1946), dochter van jhr. Arthur de Beughem de Houtem, burgemeester van Lippelo en senator. Ze kregen een zoon en vijf dochters, waaronder baron Jean-Charles Snoy et d'Oppuers, burgemeester van Ophain-Bois-Seigneur-Isaac, volksvertegenwoordiger en minister van Financiën.

### Loopbaan
Snoy et d'Oppuers werd verkozen tot gemeenteraadslid van Ophain-Bois-Seigneur-Isaac en was er burgemeester van 1890 tot 1894 en van 1908 tot aan zijn overlijden.
In 1921 werd hij katholiek senator voor het arrondissement Nijvel in vervanging van de overleden Auguste Dumont de Chassart. Hij stond als opvolger op de lijst bij de wetgevende verkiezingen van 1919, maar hij had er duidelijk niet op gerekend dat de zetel door een sterfgeval zou vacant worden. Hij hield het dan ook bij een uiterst kort lidmaatschap van de senaat: van 20 september tot 20 november 1921, de datum van de volgende wetgevende verkiezingen.

## Archief
Het archief van baron Thierry Snoy et d'Oppuers en zijn zoon baron Jean-Charles Snoy et d'Oppuers wordt in KADOC bewaard.